# Baldassarre Castiglione
Baldassarre Castiglione, anche chiamato Baldassar e Baldesar (Casatico, 6 dicembre 1478 – Toledo, 8 febbraio 1529), è stato un umanista, letterato, diplomatico e militare italiano, al servizio dello Stato della Chiesa, del Marchesato di Mantova e del Ducato di Urbino.

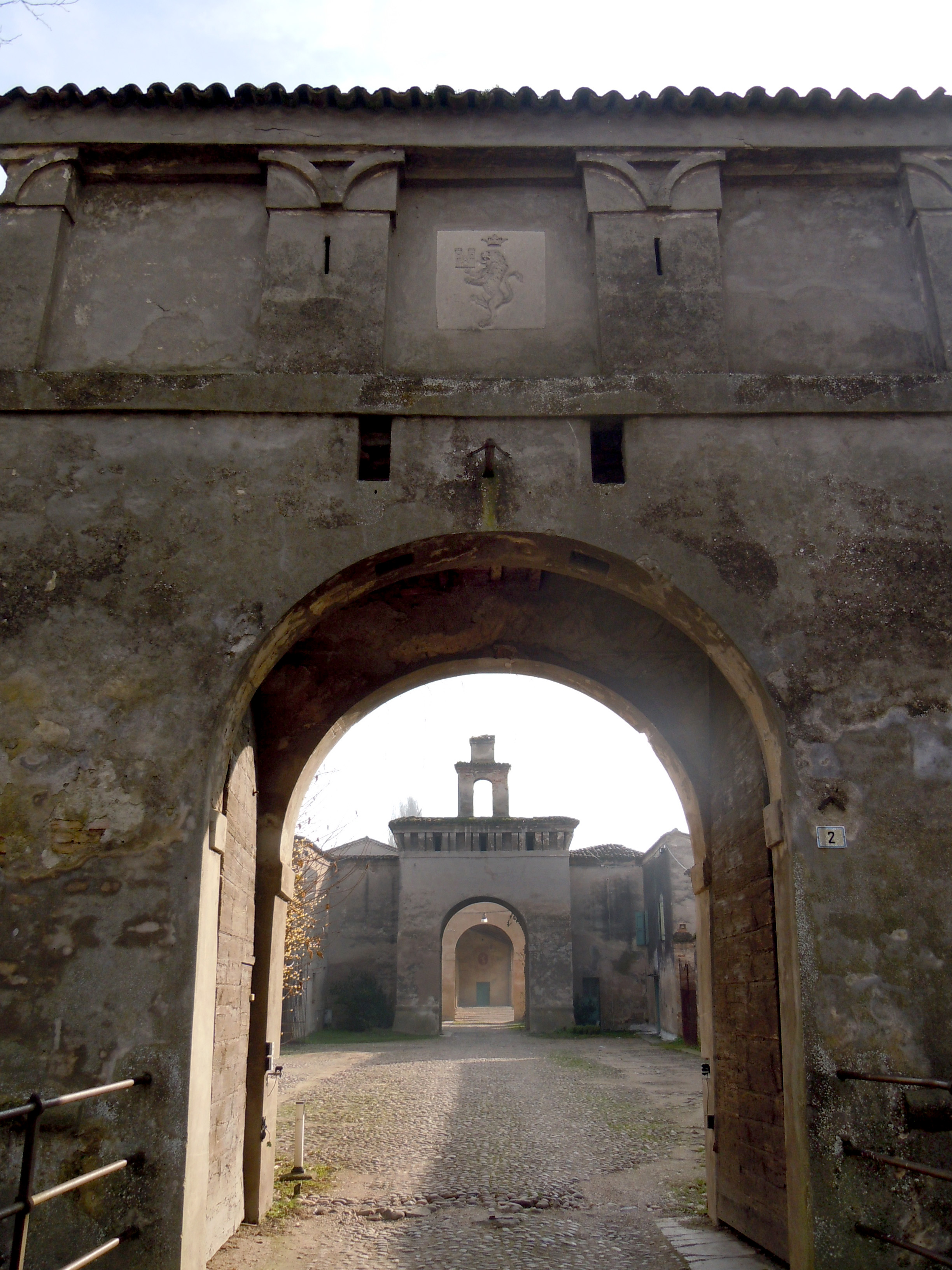
Casatico, ingresso di Corte Castiglioni, luogo di nascita di Baldassarre, con stemma della famiglia

La sua prosa e la lezione che offre sono considerate una delle più alte espressioni del Rinascimento italiano. Soggiornò in molte corti, tra cui quella di Francesco II Gonzaga a Mantova, quella di Guidobaldo da Montefeltro a Urbino e quella di Ludovico il Moro a Milano. Al tempo del sacco di Roma fu nunzio apostolico per papa Clemente VII. La sua opera più famosa è Il Cortegiano, pubblicata a Venezia nel 1528 e ambientata alla corte d'Urbino, presso la quale l'autore aveva potuto vivere pienamente la propria natura cortigiana. Tema cardine del libro è la trattazione, in forma dialogata, di quali siano gli atteggiamenti più consoni a un uomo di corte e a una "dama di palazzo", dei quali sono riportate raffinate ed equilibrate conversazioni che l'autore immagina si tengano durante serate di festa alla corte dei Montefeltro attorno alla duchessa Elisabetta Gonzaga.

## Biografia

### Le origini e la formazione
Figlio di Cristoforo Castiglione (1458-1499), uomo d'armi alle dipendenze del marchese di Mantova Ludovico Gonzaga e di Luigia Gonzaga (1458-1542), Baldassarre nacque a Casatico, nel mantovano, il 6 dicembre del 1478. Proveniente da una famiglia dedita per necessità al culto delle armi e al prestar servizio presso signori più potenti, all'età di dodici anni fu inviato, sotto la protezione del parente Giovan Stefano Castiglione, alla corte di Ludovico il Moro, signore di Milano, ove studiò alla scuola degli umanisti Giorgio Merula, per quanto riguarda il latino, e Demetrio Calcondila, per il greco. Si impratichì invece della letteratura italiana, appassionandosi in particolar modo a Petrarca, Dante, Lorenzo il Magnifico e Poliziano, sotto l'umanista bolognese Filippo Beroaldo. Per quanto riguarda l'esercizio e la pratica delle armi, si formò insieme a Pietro Monte. Purtroppo il soggiorno milanese, funestato negli ultimi anni dalla morte della duchessa Beatrice d'Este e del padre in seguito alle ferite riportate nella battaglia di Fornovo del 1495, dovette terminare e costrinse il Castiglione, in quanto figlio primogenito, a occuparsi degli interessi familiari a fianco della madre.

### La parentesi gonzaghesca
Nel 1499 tornò a Mantova al servizio di Francesco II Gonzaga, marito di Isabella d'Este, anche se, secondo la Cartwright, Castiglione non fu mai attratto dalla personalità rude del marchese. Qui, proseguendo la tradizione familiare, si mise al servizio di Francesco II quale cavaliere, seguendolo prima a Pavia e poi nuovamente a Milano, dove assistette all'entrata trionfale di re Luigi XII di Francia il 5 ottobre. Rientrato a Mantova, Baldassarre si prestò a servire il suo signore come funzionario marchionale (fu castellano di Castiglione nel Mantovano durante la ridiscesa di Ludovico il Moro a Milano) e, nell'autunno 1503, lo seguì nel Mezzogiorno ad affrontare gli spagnoli nella battaglia del Garigliano, subendo, in quel 29 dicembre, una cocente sconfitta.

### Al servizio del Ducato d'Urbino

#### Una corte cosmopolita

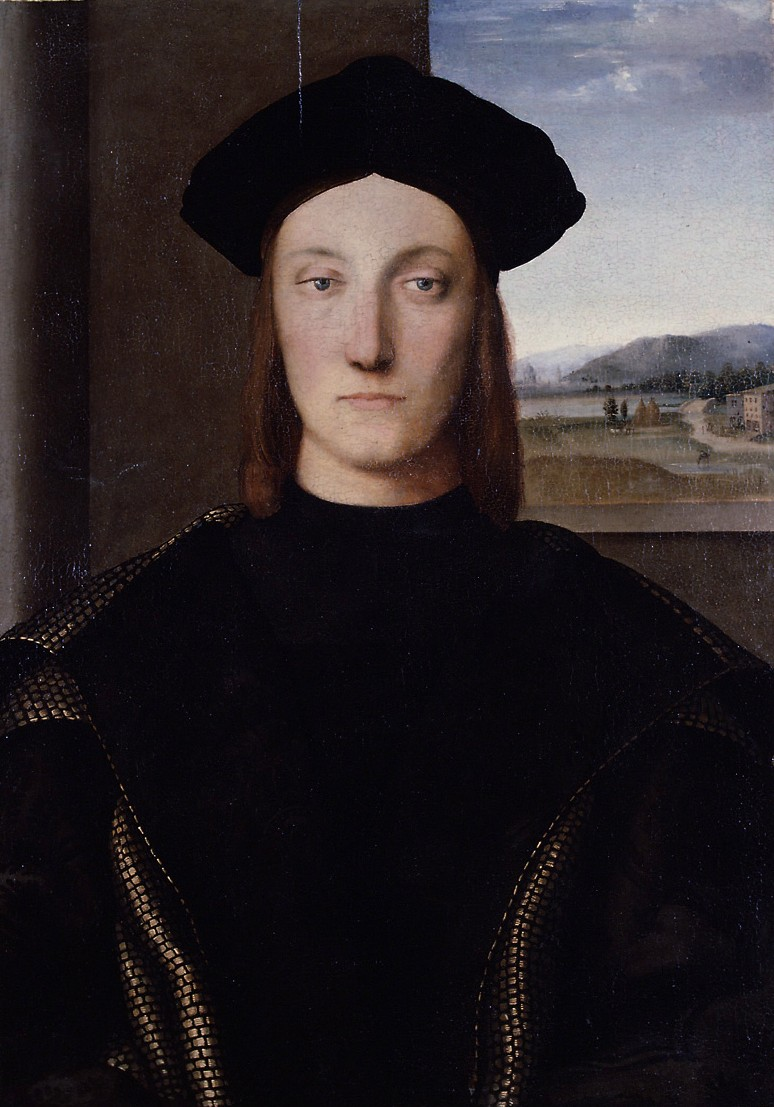
Raffaello, Ritratto di Guidobaldo da Montefeltro, 1506 circa

Nel frattempo il duca d'Urbino Guidobaldo da Montefeltro, rientrato in possesso dei suoi domini dopo la morte di Alessandro VI, scese a Roma per rendere omaggio al nuovo papa Giulio II. Con la diretta conoscenza di Roma, di Urbino e del duca Guidobaldo, Castiglione provò «il fascino, tanto diverso, ma egualmente profondo, delle due città» rispetto alla più provinciale Mantova. Grazie anche all'interesse della duchessa Elisabetta Gonzaga, ottenne così di essere dispensato dal servigio al signore gonzaghesco per trasferirsi nella più promettente e amena città marchigiana, anche se ciò suscitò nel marchese Francesco II un certo risentimento verso il suo ex servitore. Così, nel 1504, iniziò forse il periodo più felice per il nobile Castiglione, entrando al servizio di una corte più fastosa ed elegante di quella mantovana. Pur militando per il duca d'Urbino ed essendo a capo di un manipolo di cinquanta uomini, egli poté frequentare la corte urbinate, vero centro cosmopolita di ingegni e centro d'eleganza:
(Russo, p. 510)
Luigi Russo ricorda poi anche il conte Ludovico di Canossa e l'ormai celebre letterato veneziano e futuro cardinale Pietro Bembo. Alla corte urbinate il Castiglione poté vivere appieno la sua natura cortigiana, dedicandosi alla letteratura e al teatro. Nel primo caso, si occupò dell'allestimento scenico prima dell'egloga Tirsi (1506), poi nel 1513 de La Calandria, l'opera teatrale dell'amico e futuro cardinale Bernardo Dovizi da Bibbiena. In secondo luogo, raffinò ulteriormente la sua attività cortigiana, ponendo le basi per l'esposizione teorica del buon cortigiano nell'opera omonima.

#### Le ambascerie e le missioni militari

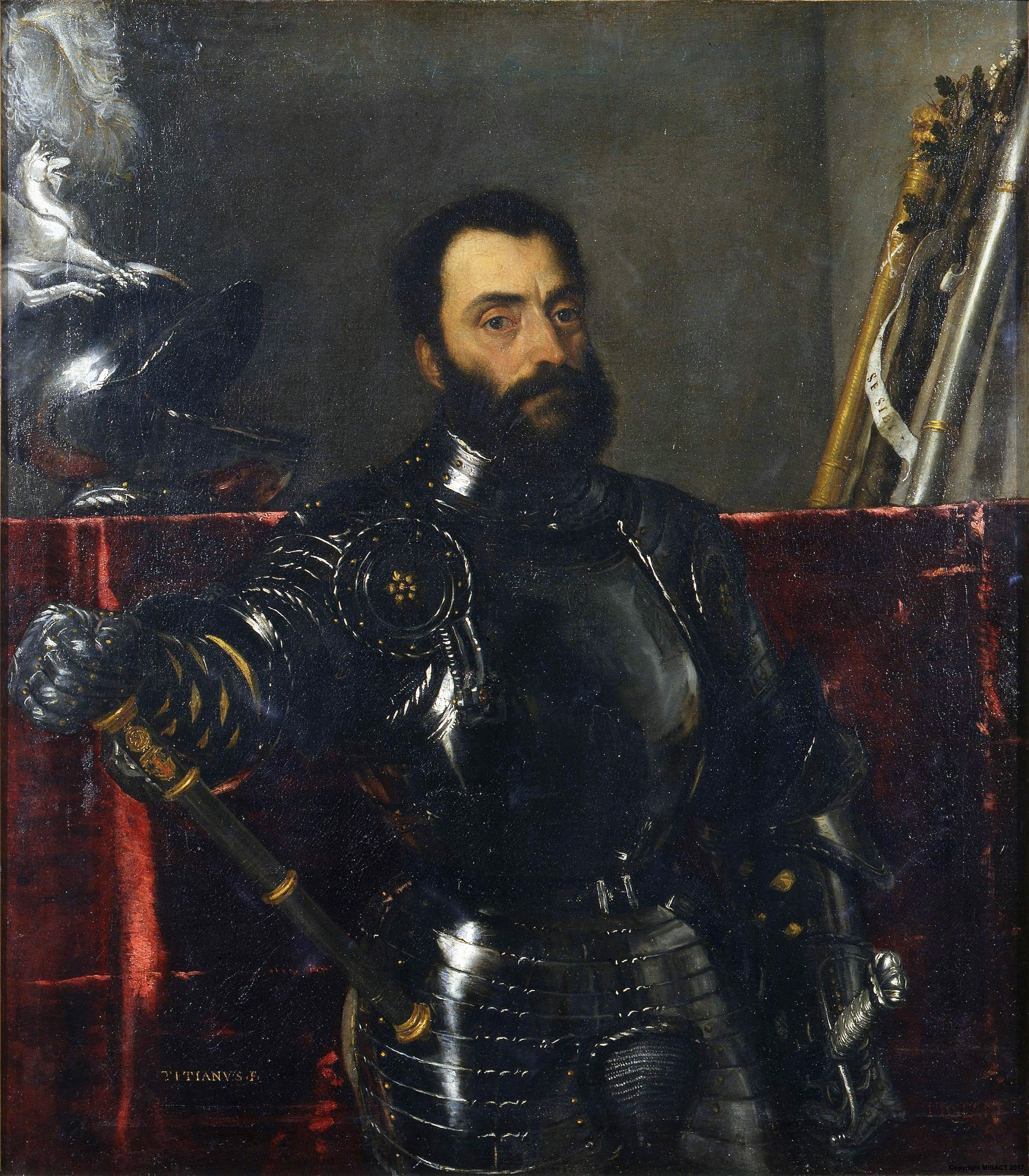
Tiziano, Ritratto di Francesco Maria Della Rovere, 1538 circa

La residenza a Urbino non fu però statica: impiegato dal suo signore quale ambasciatore, fu nell'autunno/inverno 1506 in Inghilterra alla corte di Enrico VII Tudor per ringraziare il sovrano inglese della concessione a Guidobaldo dell'onore di far parte dell'Ordine della Giarrettiera. Fu in quest'occasione che dedicò al sovrano inglese la Epistola de vita et gestis Guidubaldi Urbini Ducis. Ancora, nel maggio 1507 fu a Milano per rappresentare il duca presso Luigi XII di Francia, ma fu spedito anche a Roma come ambasciatore, visti gli strettissimi legami feudali che intercorrevano tra la Santa Sede e il Ducato d'Urbino, ora che il titolo ducale era passato a Francesco Maria I della Rovere, parente di Giulio II (1508). Nel frattempo, agli inizi del ducato di Francesco Maria, Castiglione era stato nominato dal nuovo duca di Urbino podestà di Gubbio affinché i suoi cittadini rimanessero fedeli alla causa roveresca, riuscendovi. Durante questi anni l'umanista partecipò anche alle imprese belliche del papa guerriero, quale per esempio l'assedio della Mirandola che si svolse dal 19 dicembre 1510 al 20 gennaio 1511 o la presa di Bologna da parte delle truppe urbinate. Dimostratosi devoto alla causa del suo signore, questi gli concesse il 2 settembre 1513 il castello di Nuvilara, nel Pesarese, col titolo di conte.

#### Presso la Roma di Leone X

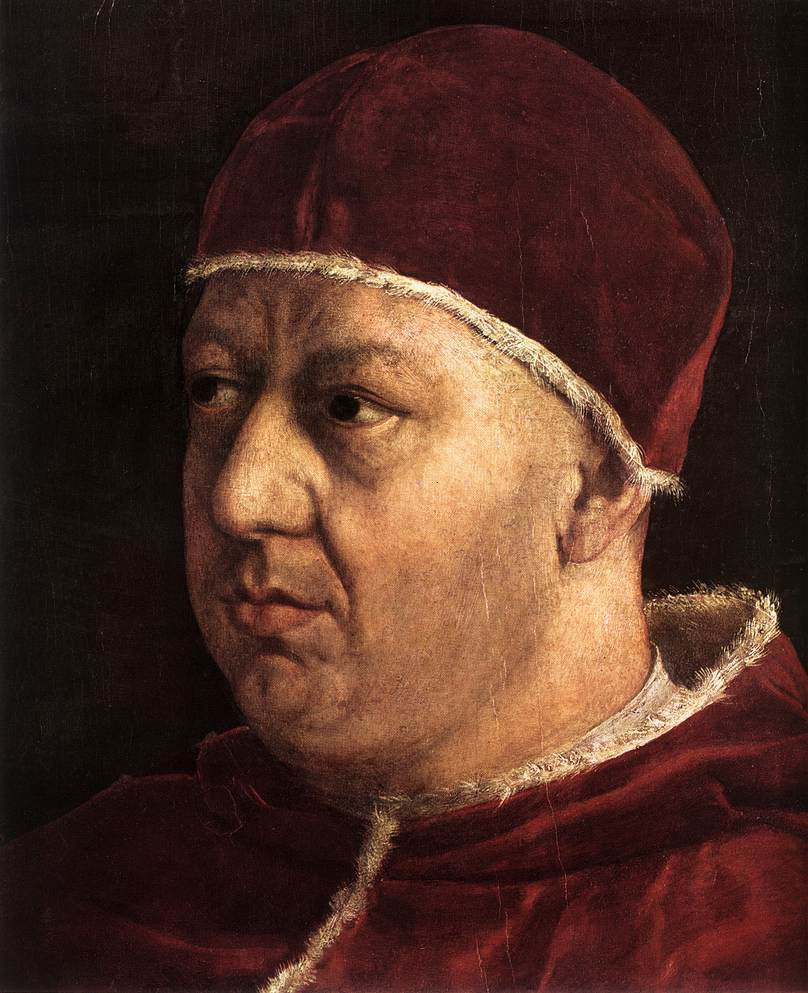
Raffaello, particolare con Leone X

Fu questa l'intellighenzia artistico-culturale ereditata dal nuovo pontefice, Leone X, dalla Roma di Giulio II. Figlio di Lorenzo il Magnifico e amico del duca e di Castiglione, ebbe come ambasciatore di Francesco Maria proprio quest'ultimo, che doveva rimanere nella capitale della cristianità per seguitare a fare gli interessi rovereschi. I tre anni che Baldassarre Castiglione passò alla festosa corte pontificia fecero credere al cortigiano mantovano di «avere la sensazione che la corte [pontificia, n.d.r.] fosse quasi un duplicato di quella urbinate»: l'aver ritrovato gli antichi amici del periodo montefeltrino, la loro frequentazione, l'essere entrato in contatto con Raffaello e con Michelangelo, stabilendo rapporti cordiali con loro, gli fecero credere del ritorno all'epoca felice delle feste e delle conversazioni che spesso Castiglione intratteneva con la colta duchessa Elisabetta Gonzaga. Come scrive il Mazzuchelli a tal proposito:
(Mazzuchelli, p. 19)
Inoltre, a partire dal 1513, l'autore iniziò la stesura del Cortegiano, dando principio della sua attività anche di scrittore. Purtroppo, la politica del nuovo pontefice rovinò questa chimera. Leone X, infatti, desideroso di elevare la sua famiglia, dichiarò decaduto il duca Francesco Maria a favore del nipote Lorenzo II, nonostante il parere negativo del fratello del pontefice, Giuliano de' Medici duca di Nemours. L'installarsi dei nuovi signori, la fuga del duca a Mantova e la dichiarata fedeltà alla causa roveresca da parte del Castiglione lo costrinsero a lasciare Roma per far ritorno nei suoi vecchi domini di Casatico.

### Il secondo periodo mantovano

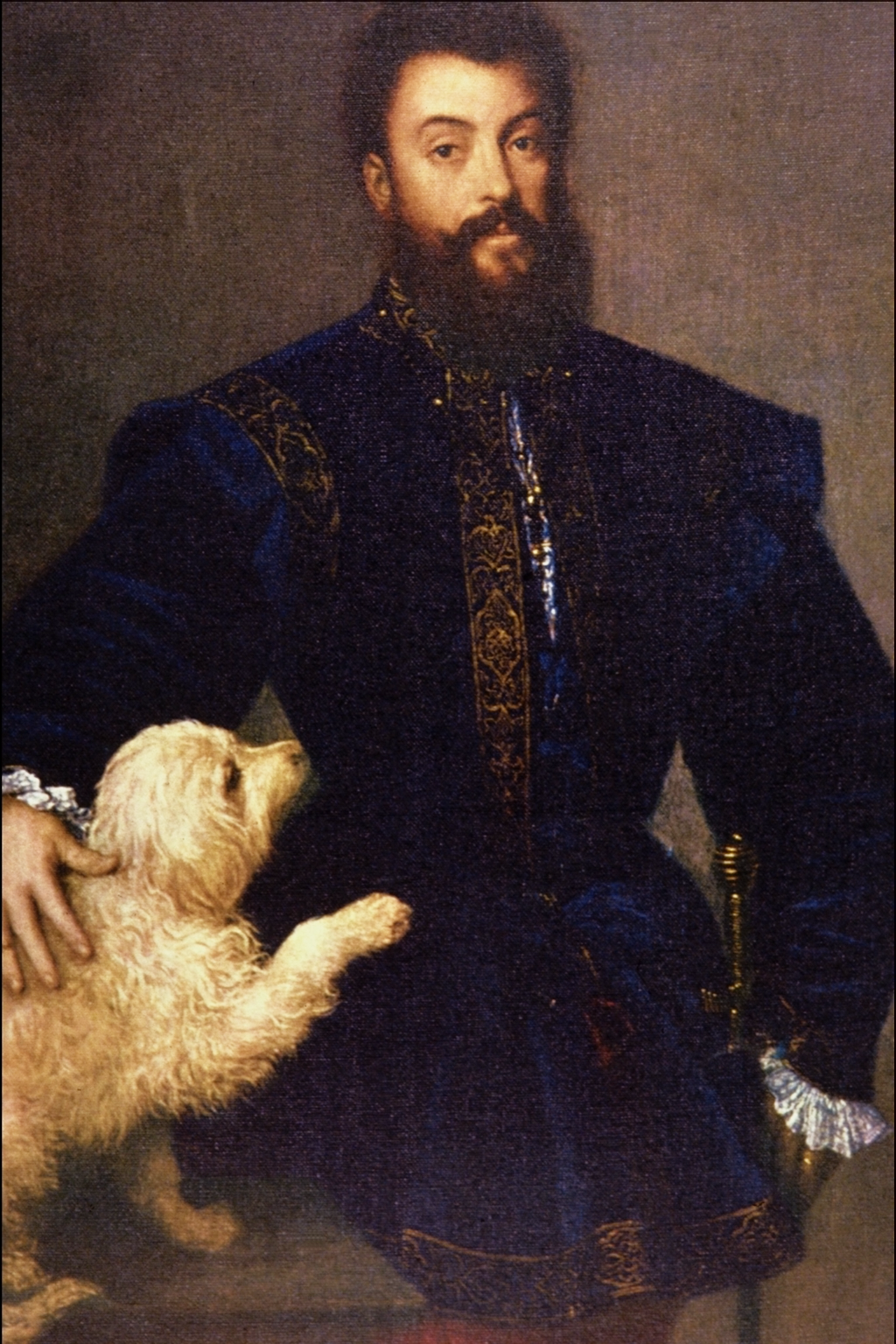
Tiziano, Ritratto di Federico II Gonzaga, 1529 circa

Rientrato a Mantova, il 15 ottobre 1516 sposò la quindicenne Ippolita Torelli, figlia di Guido Torelli e di Francesca Bentivoglio. Ristabiliti cordiali rapporti col signore di Mantova Francesco II Gonzaga, Castiglione trascorse degli anni abbastanza tranquilli (si ricorda una gita a Venezia in compagnia della sposa e della corte gonzaghesca) finché nel 1519, divenuto marchese di Mantova il giovane Federico II, fu rimandato a Roma per consolidare la posizione del nuovo signore presso papa Leone X. Nel contempo contribuì anche alla causa roveresca facendo sì che, non appena morì Leone X, il collegio cardinalizio lo reintegrasse nei suoi domini appena riconquistati con le armi.

### Al servizio del papato
Rimasto vedovo nel 1520, Castiglione si fece prete per provvedere ai propri bisogni materiali e ricevette la conferma del suo nuovo stato col breve del 9 giugno 1521 da parte del pontefice medesimo. Mandato a Roma al conclave che elesse Adriano VI nella speranza che venisse nominato pontefice il cardinale Scipione Gonzaga, servì sotto Federico Gonzaga ancora come cortigiano e comandante militare, ma non c'era più la felicità e il brio della corte urbinate e della Roma medicea:
(Bongiovanni, p. 40)
Tutto questo cambiò quando, nel 1523, fu eletto al soglio pontificio il cardinale Giulio de' Medici col nome di Clemente VII.

#### Nunzio in Spagna
(Baldessar Castiglione, Lettere, vol. 1, p. 133)

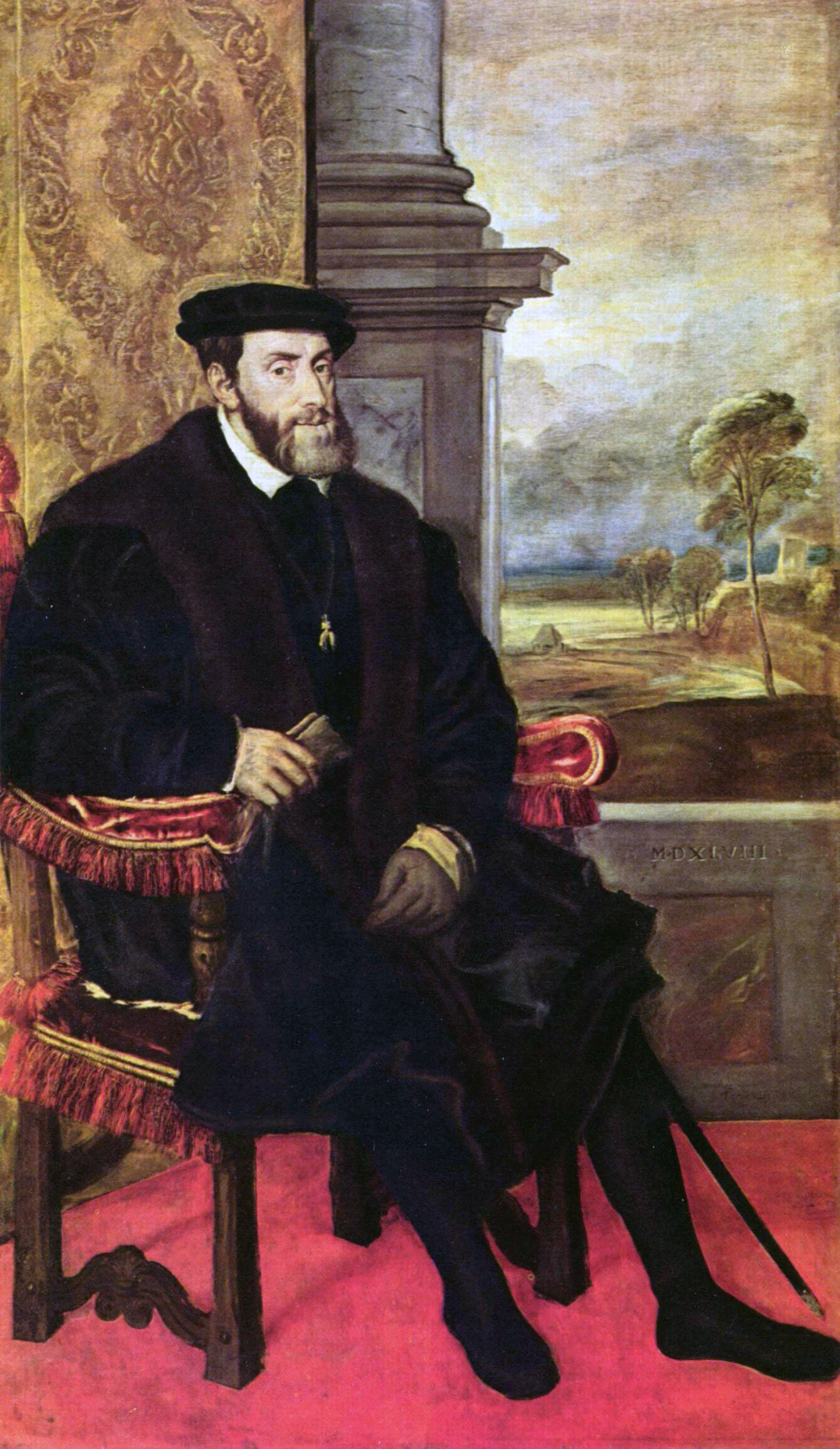
Tiziano, Ritratto di Carlo V seduto, 1548

Con queste parole l'umanista riferiva a Federico Gonzaga della nomina, annunciata il 19 luglio 1524 da parte del papa, a nunzio apostolico in Spagna presso l'imperatore Carlo V. Sciolto dal legame con il marchese di Mantova, il 7 ottobre del medesimo anno egli partì da Roma per occuparsi di quest'incarico. La missione non era delle più facili, in quanto il giovane imperatore era in lotta con il re di Francia Francesco I per la supremazia in Italia, dove si giocava anche la sicurezza e la credibilità dello Stato Pontificio. Sconfitto il re di Francia nella battaglia di Pavia del 1525, Clemente VII, che per arginare lo strapotere imperiale si era alleato ai francesi, fu invaso dalle truppe spagnole e tedesche dando origine al terribile sacco di Roma del 1527. Il letterato fu accusato ingiustamente dal papa di non aver saputo prevedere l'evento, nonostante col cardinale Salviati avesse presentato un memoriale con cui il pontefice si congratulava della vittoria imperiale. Gli ultimi anni li dedicò alla stampa del Cortegiano, uscito a Venezia per interesse del Bembo nel 1528, e alla disputa con Alfonso de Valdés riguardo all'ortodossia cattolica. 

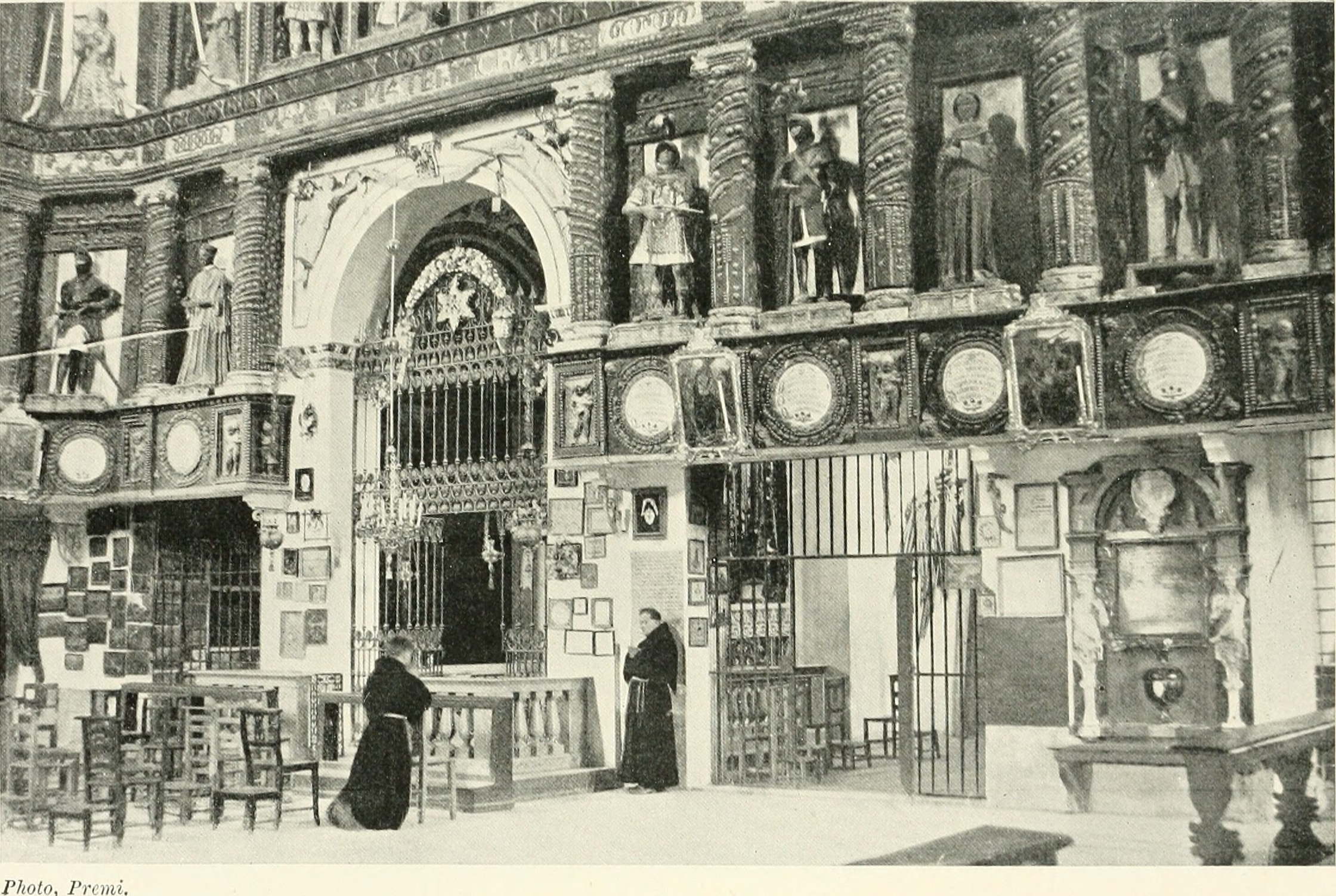
Interno del santuario di Santa Maria delle Grazie

### La morte
Colpito da attacchi febbrili, Castiglione, riabilitato dalla Curia, morì a Toledo l'8 febbraio 1529. Fu inizialmente sepolto, per volontà dell'imperatore che aveva sempre avuto grande stima di lui, nella cappella di Sant'Ildefonso nella Metropolitana di Toledo. Ai parenti che giunsero in Spagna, l'imperatore Carlo rimpianse solennemente con queste parole il nunzio appena scomparso:
(Aneddoto di Carlo V riportato in Ferroni, p. 7 e in Russo, p. 510)
Dopo sedici mesi l'anziana madre, volendo adempiere alla disposizione testamentaria del figlio, fece trasferire la sua salma a Mantova per tumularla, accanto a quella della moglie, nel santuario di Santa Maria delle Grazie, alle porte della città, nella tomba allestita da Giulio Romano. Nella colonna di sinistra a lato del sarcofago è inciso l'epitaffio latino dettato da Pietro Bembo:
Mantuano omnibus naturae

dotibus plurimis bonis

artibus ornato Graecis

litteris erudito in Latinis

et Hetruscis etiam poetae

oppido Nebulariae in Pisauren[si]

ob virt[utem] milit[arem] donato duab[us]

obitis legation[ibus] Britannica

et Romana Hispanien[sem] cum

ageret ac res Clemen[tis] VII

pont[ificis] max[imi] procuraret quattuorq[ue]

libros de instituen[da] regum

famil[ia] perscripsisset
 
postremo eum Carolus V

imp[erator] episc[opum] Abulae creari

mandasset Toleti vita

functo magni apud omnes

gentes nominis qui vix[it] ann[os] L 

m[ense]s II d[iem] I Aloysia Gonzaga

contra votum superstes

fil[io] b[ene] m[erenti] p[osuit] ann[o] D[omini] MDXXIX»
(Epigrafe di Baldassare Castiglione, riportata in Mazzuchelli, pp. 23-24)

## Discendenza
Baldassarre e Ippolita ebbero tre figli:
- Camillo (1517-1598), condottiero
- Anna (1518 - ?), sposò Alessandro dei conti d'Arco e quindi il conte Antonio Ippoliti di Gazoldo
- Ippolita (1520 - ?), sposò Ercole Turchi di Ferrara

## Ascendenza
|                         |                 |                        | Genitori                   |  |  | Nonni                   |  |  | Bisnonni               |  |
|                         |                 |                        |                            |  |  | Baldassarre Castiglione |  |  | Cristoforo Castiglione |  |
|                         |                 |                        |                            |  |  | Baldassarre Castiglione |  |  | Cristoforo Castiglione |  |
|                         |                 | Antonia da Baggio      |                            |  |  | Baldassarre Castiglione |  |  |                        |  |
| Cristoforo Castiglione  |                 |                        |                            |  |  | Baldassarre Castiglione |  |  |                        |  |
|                         |                 | Polissena Lisca        | Alessandro Lisca           |  |  |                         |  |  |                        |  |
|                         |                 | Polissena Lisca        | Alessandro Lisca           |  |  |                         |  |  |                        |  |
|                         |                 | Polissena Lisca        | Amante da Fogliano         |  |  |                         |  |  |                        |  |
| Baldassarre Castiglione |                 | Polissena Lisca        |                            |  |  |                         |  |  |                        |  |
|                         | Antonio Gonzaga | Luigi Gonzaga          |                            |  |  |                         |  |  |                        |  |
|                         | Antonio Gonzaga | Luigi Gonzaga          |                            |  |  |                         |  |  |                        |  |
|                         | Antonio Gonzaga | Luigia Gonzaga         |                            |  |  |                         |  |  |                        |  |
| Luigia Gonzaga          | Antonio Gonzaga |                        |                            |  |  |                         |  |  |                        |  |
|                         |                 | Francesca degli Uberti | Gianfrancesco degli Uberti |  |  |                         |  |  |                        |  |
|                         |                 | Francesca degli Uberti | Gianfrancesco degli Uberti |  |  |                         |  |  |                        |  |
|                         |                 | Francesca degli Uberti | Bianca Gonzaga             |  |  |                         |  |  |                        |  |
|                         |                 | Francesca degli Uberti |                            |  |  |                         |  |  |                        |  |

## Pensiero

### Uno scrittore non professionista

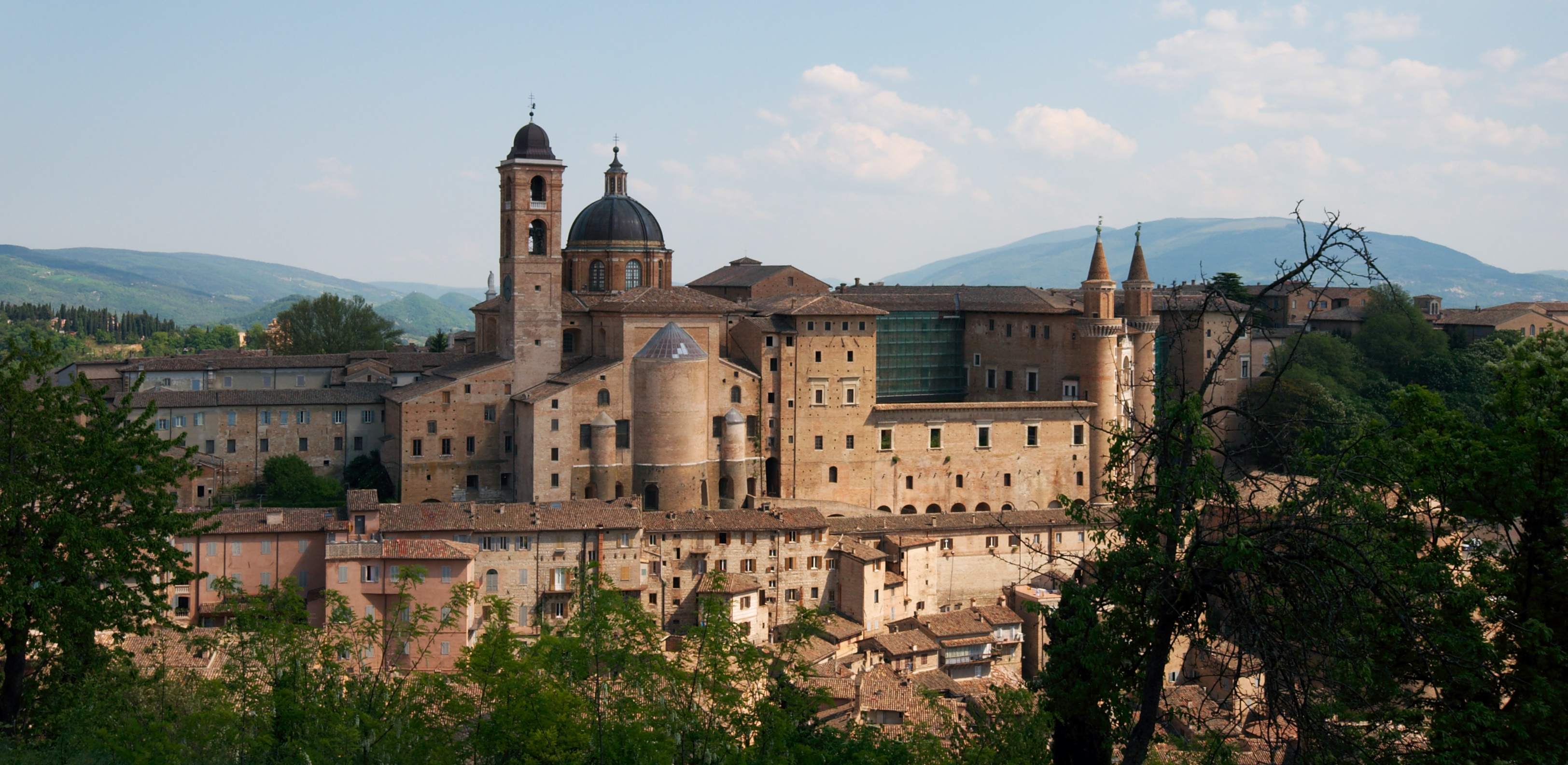
Panoramica del Palazzo dei duchi di Urbino, ove Castiglione visse parte della sua vita

Castiglione non fu uno scrittore professionista al pari di Pietro Bembo o di Ludovico Ariosto. La sua testimonianza letteraria, a partire dall'opera maggiore fino alle prove minori, era inquadrata da un lato nel tentativo di celebrare un modello di cortigiano ideale in un'epoca in cui il principato era diventato la realtà quasi assoluta nel contesto geopolitico italiano dell'epoca; nel secondo, invece, era quella di un'esibizione della sua cultura personale ai fini sempre della cortigianeria. Come scrive Giulio Ferroni: «la sua cultura ricca e varia non è però [...] la cultura di un professionista: la letteratura è per lui espressione del suo essere gentiluomo e un modo di partecipare alla vita della società nobiliare». Semmai, piuttosto, se si prende il Cortegiano quale misura del mondo castiglionesco, si può anche parlare di doverosa testimonianza di un mondo che non c'è più, «un luogo mitico, immagine di una felicità perduta» devastata poi dalle guerre per il potere e il dominio tra gli uomini. Lasciando parola all'autore stesso:
(Castiglione, Dedica, I, p. 13)

### Il perfetto cortigiano
In un'epoca in cui la cortigianeria era divenuto il nuovo modello del vivere sociale presso i potenti Castiglione fu, nella schiera dei principali letterati dell'epoca, il «precettista della vita di corte». Nel quadro della corte feltrina e poi roveresca, il Castiglione delinea una serie di modi di porsi e di comporsi da parte del cortigiano, oltreché a precise indicazioni sulla sua condotta e alla sua formazione culturale e fisica. In sostanza, il Cortegiano si presenta quale «moderno erede della pedagogia umanistica» in quanto l'uomo che vi si raffigura è «un uomo versatile e aperto, duttile e completo; è esperto di armi e di politica, ma sa anche di lettere, filosofia ed arti, è raffinato ma senza affettazione, è coraggioso e valente, ma senza ostentazione». In sostanza, è un trattato di pedagogia rivolto a chi vive nel mondo ristretto ed elitario delle corti.

#### Grazia e sprezzatura

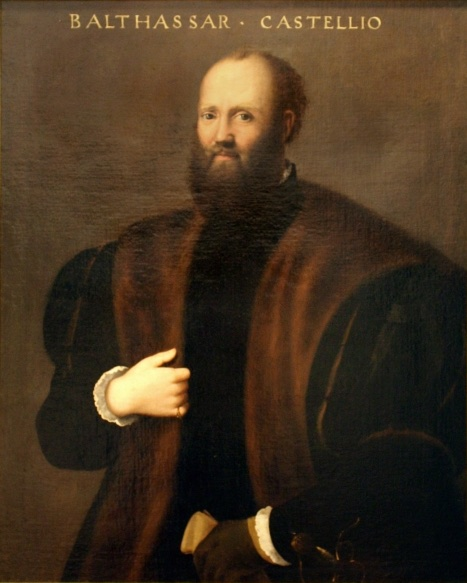
Bernardino Campi, Baldassarre Castiglione

Doti fondamentali su cui si deve poggiare il cortigiano per Castiglione sono la grazia e la sprezzatura. La grazia del cortigiano, propria di una specifica classe aristocratico-nobiliare, è essenziale alla vita di corte in quanto «la grazia, le maniere gentili e amabili sono dunque le condizioni che permettono al gentiluomo di conquistare "quella universal grazia de' signori, cavalieri e donne"». Sempre seguendo il ragionamento di Maria Teresa Ricci, «la grazia appare dunque come una specie di abilità che ha per scopo di piacere e convincere. Il cortegiano, come l'oratore, deve saper commuovere, persuadere, convincere gli altri. Egli deve essere in grado di dare sempre una "buona opinione" di sé». In sostanza, deve saper apprendere questa capacità per poter vivere nell'ambiente di corte. La grazia però è connessa con la cosiddetta sprezzatura, ossia la non visibilità dello sforzo con cui il cortigiano fa manifesto della grazia acquisita, qualità contrapposta all'affettazione, ossia «l'ostentazione di un comportamento ricercato, di cui risulta sottolineata l'innaturalezza e artificiosità»:
(Castiglione, I, XXVI, p. 45)
Il Castiglione però propone, nonostante la naturalezza della sua teoria, una vita che sia mimesi di quella reale: il cortigiano agisce «in un teatro delle apparenze» nel quale invece è l'affettazione a dominare sulla sprezzatura e non l'incontrario.

#### L'esaltazione delle lettere
Nella discussione dialogica del Cortegiano emerge poi la supremazia artistica e formativa delle lettere tra le qualità del cortigiano. Per Castiglione «la vera gloria degli uomini è quella che si commenda "al sacro tesauro delle lettere"» in quanto tutti gli antichi, compresi i conquistatori e i politici, ne seguirono le orme per una gloria duratura nei secoli.

#### Consigliere del principe

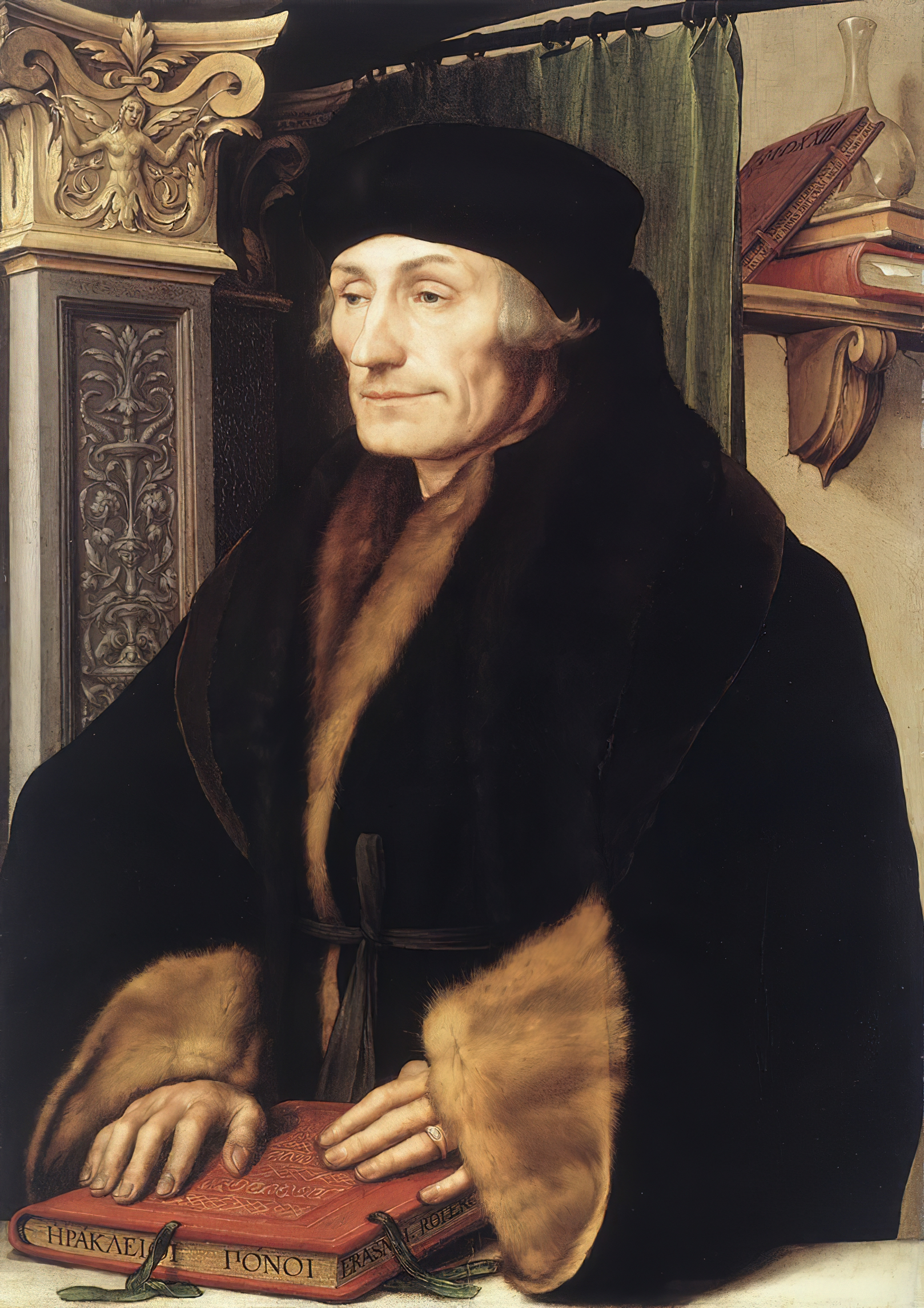
L'umanista olandese Erasmo da Rotterdam propose un modello pedagogico e politico in buona parte simile a quella del Castiglione

Nel IV libro del Cortegiano si tratta dei rapporti tra cortigiano e principe. Il discorso, tenuto da Ottaviano Fregoso, tratta di un argomento che risulta «inatteso, in qualche modo disomogeneo con le prime tre parti dell'opera». Il tono del discorso, infatti, risulta molto più serio e concreto, in quanto il Fregoso (sotto il quale si cela l'animo dell'autore) denuncia la degenerazione delle corti dovuta a cortigiani inetti e all'immoralità dei principi. Sarà dunque il cortigiano perfetto, quello delineato nei primi tre libri, a dover “correggere” questo stato di cose, educando e consigliando il principe sulla strada della virtù. Il modello del principe di Castiglione, che si rifà ancora all'Umanesimo quattrocentesco di Coluccio Salutati e Matteo Palmieri e che trova riscontri nella pedagogia erasmiana dell'Institutio principis christiani, è quanto mai lontano da quello machiavelliano: se entrambi concordano sulla necessità della virtù del principe per governare, Castiglione si propone di allontanare dall'immoralità il principe, la stessa che invece Machiavelli dichiara essere necessaria per il governo dello Stato nei casi di necessità:
(Castiglione, IV, 5, p. 241)
Come fanno notare Salvatore Guglielmino ed Hermann Grosser, però, il modello politico del cortigiano castiglionesco è simbolo di una crisi di valori per cui il suo campo d'azione presso il principe non è quello di un primus inter pares, quanto solo quello di un mero consigliere, preludio alla trasformazione del cortigiano nel mero secretario custode dei segreti indiscutibili del principe.

### La dama di corte

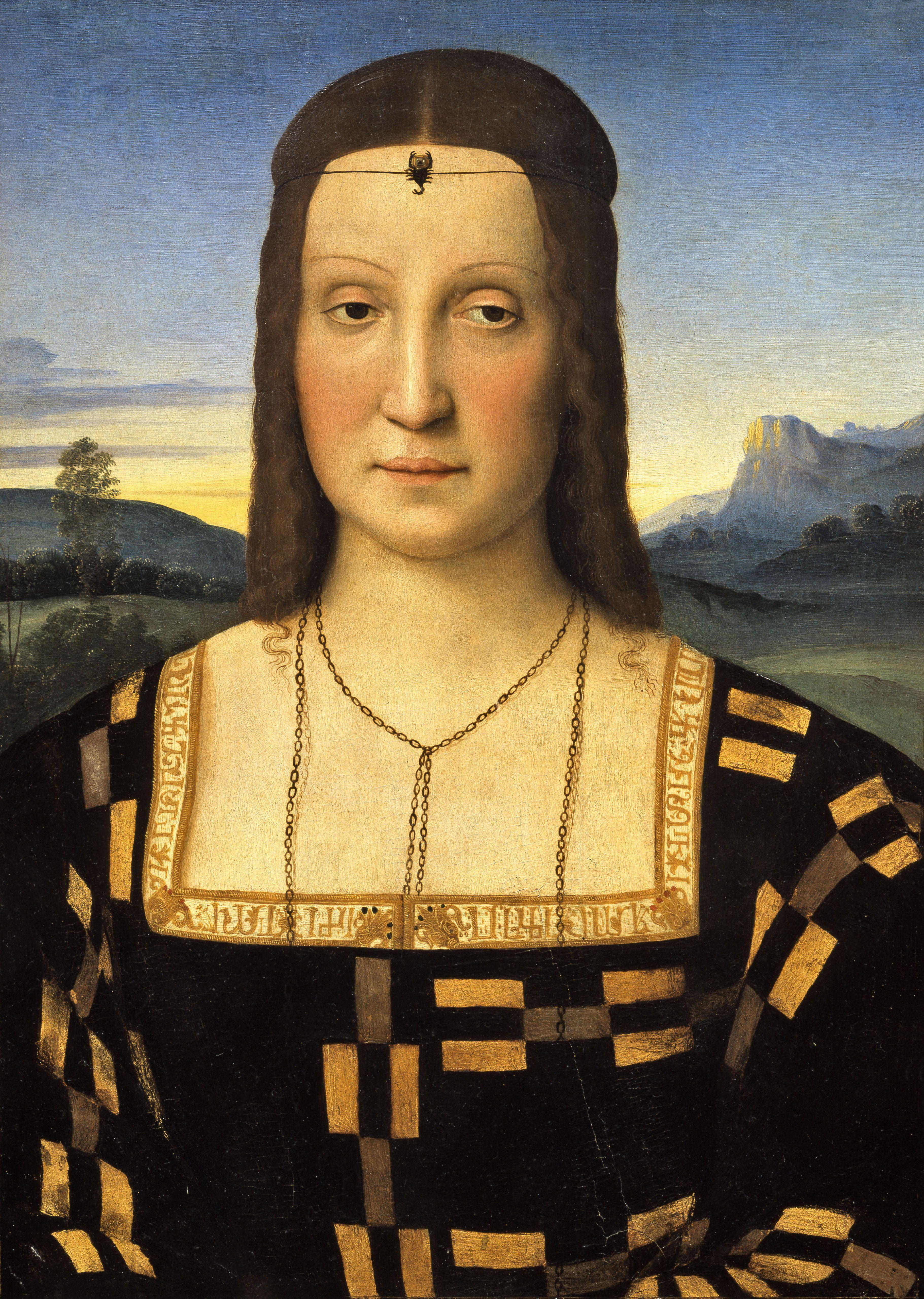
Raffaello, Ritratto di Elisabetta Gonzaga, 1504-1505

Corrispettivo dell'uomo di corte deve essere la dama di palagio, che nell'opera assume una posizione rilevante grazie alla figura della duchessa Elisabetta Gonzaga, della cognata Emilia Pio, di Costanza Fregoso e Margherita Gonzaga. Secondo quanto disposto dal Castiglione nel III libro della sua opera, la dama di palazzo (o di corte) deve essere istruita nelle belle lettere, nelle arti, nella musica e nella danza, oltre ad essere al contempo una buona moglie ed una buona madre di famiglia: deve essere dunque una donna «honesta», vocabolo che non indica l'onestà come virtù morale, quanto l'adozione di certi valori etici e sociali da cui ci si aspetterebbe da una donna di buoni costumi così come delineati nell'opera. Per quanto riguarda la dama non ancora sposata, sarà necessario che essa ami soltanto chi è disponibile a maritarsi con lei e deve rivolgere le attenzioni maschili a discorsi virtuosi ed onesti, disdegnando invece le promesse d'amore fatte in modo vago e senza alcun preciso intento di mantenerle. Fulcro della perfezione della donna di corte è rappresentato dalla duchessa Elisabetta Gonzaga, come delineato da Uberto Motta:
(Motta, Sotto il segno di Elisabetta. Il mito della duchessa)

### La questione della lingua
All'inizio del '500, davanti alla rinascita dell'interesse del volgare dovuto all'umanesimo omonimo, ci si pose quale dovesse essere il veicolo comunicativo da utilizzare fra gli italiani e quali dovessero essere i modelli di questa lingua. Secondo Uberto Motta, Castiglione si pone nella linea dell'anticiceronianesimo appreso alla scuola milanese del Calcondila e del Merula, rispondendo a quella che i critici vaglieranno come teoria cortigiana, opposta a quella che in quegli anni Pietro Bembo stava elaborando e che vedrà la luce con le Prose della volgar lingua del 1525. Claudio Marazzini sintetizza così la teoria cortigiana: «la differenza tra questo ideale linguistico e quello di Bembo sta nel fatto che i fautori della lingua cortigiana non volevano limitarsi all'imitazione del toscano arcaico, ma preferivano far riferimento all'uso vivo di un ambiente sociale determinato, quale era la corte». Infatti tale posizione viene esplicitata da Federico Fregoso nel Cortigiano nel I libro:
(Castiglione, Cortegiano I, XXIX, p. 49)

## Opere

### Il Cortegiano
(Bongiovanni, pp. 75-76)

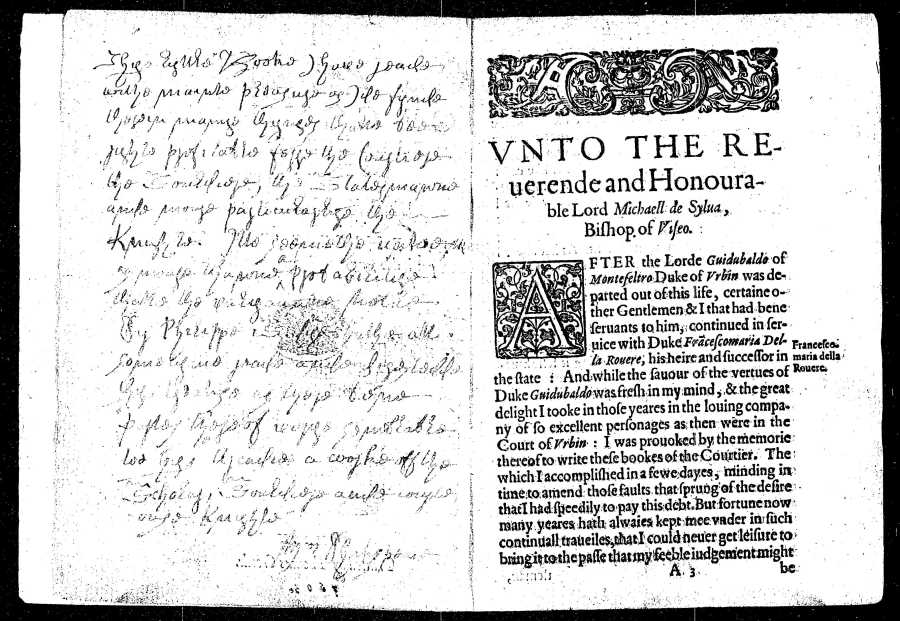
Edizione inglese del 1603 a partire da quella di Thomas Hoby del 1561

La sua fama è legata a Il libro del Cortegiano, trattato in quattro libri in forma dialogica. Scritto in varie fasi tra il 1508 e il 1524, il Cortegiano si ambienta nel 1507, quando il duca Guidobaldo era ancora vivo, e fu stampato nel 1528 a Venezia. Nel signorile ambiente della corte di Urbino si svolgono, in quattro serate, dei dialoghi in cui si disegna l'ideale figura del perfetto cortigiano: nobile di stirpe, vigoroso, esperto delle armi, musico, amante delle arti figurative, capace di comporre versi, arguto nella conversazione. Tutto il suo comportamento doveva dare impressione di grazia e eleganza. Simile a lui la perfetta "dama di palazzo". Serve così a comprendere non una realtà d'epoca, ma le aspirazioni di una classe a una vita contraddistinta da un elegante ordine razionale, un'idea di bellezza che desse alla vicenda terrena un significato superiore ed eterno. L'opera ebbe immediata e generale fortuna in Europa e servì da modello, anche come prosa, benché non conforme ai precetti di Pietro Bembo: nel Cortegiano si espone anche un ideale di compostezza armoniosa nel campo della produzione in prosa, contraddistinta da elevatezza di impianto generale, ricchezza e fluidità, duttilità a registri diversi di scrittura.

### Tirsi

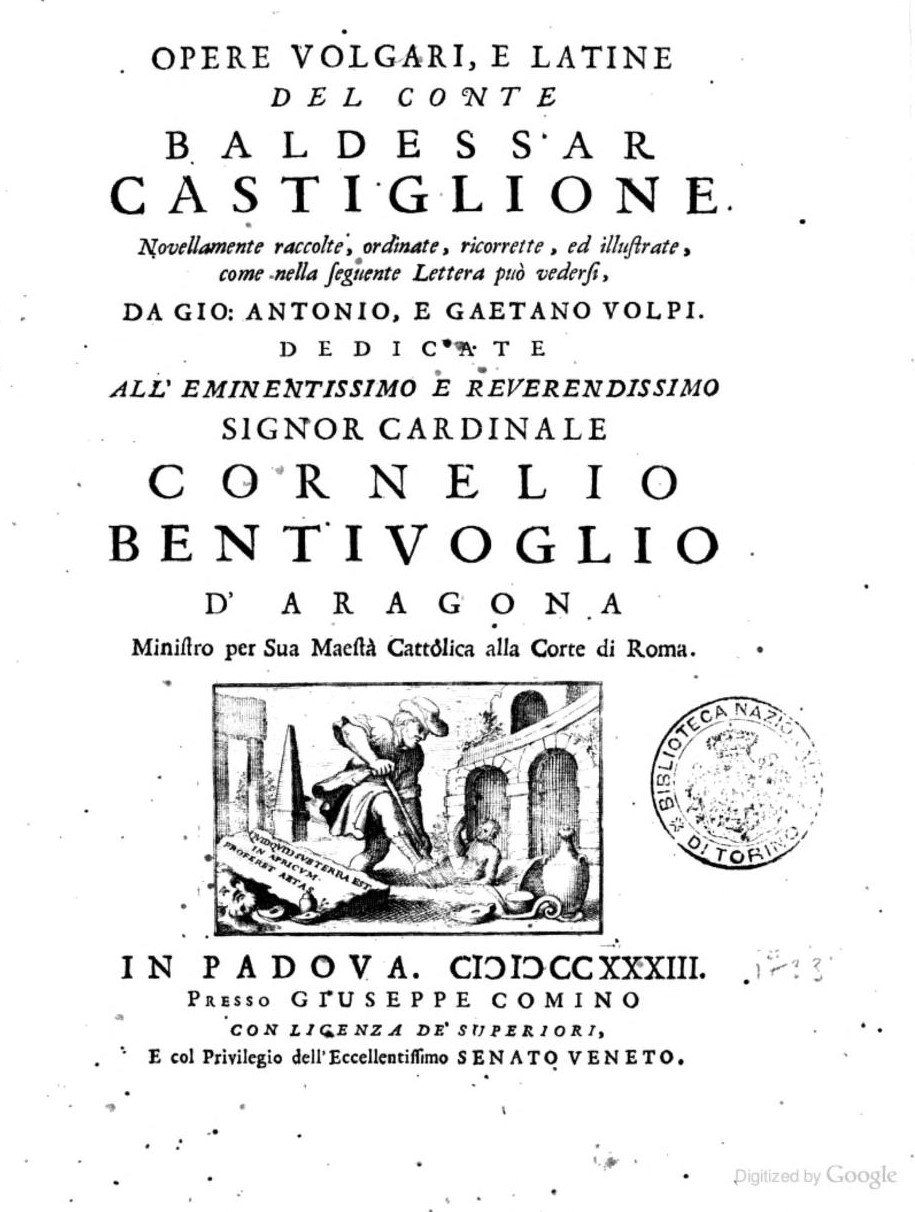
Frontespizio delle opere latine e volgari di Baldesassar Castiglione, presso Giuseppe Comino, Padova 1733

Il Tirsi è un'egloga in 55 ottave, elaborata insieme al cugino e amico Cesare Gonzaga, che celebra i vari letterati presenti alla corte urbinate, riconoscibili tramite i versi che sono stati da loro scritti. La scena si apre con il lamento del pastore Iola per il rifiuto dell'innamorata ninfa Galatea di unirsi a lui, quando interviene Tirsi che esalta una divinità locale (dietro cui c'è Elisabetta Gonzaga) e tutti coloro che si sono posti sotto la sua protezione. Il chiaro retaggio virgiliano dell'opera è dovuto al fatto che i personaggi che vi compaiono appaiono tutti nelle Bucoliche del poeta mantovano, ma vi si intravedono anche stilemi tratti da Orazio, Ovidio e Catullo, oltreché la metrica adottata nell'Orfeo del Poliziano. Fu stampato per la prima volta nel 1553 a Venezia a cura di Anton Giacomo Corso.

### Rime
La produzione in ambito poetico è alquanto esigua, anche se nell'epitaffio mortuario del Bembo si parla di «litteris [...] hetruscis etiam poetae». Le rime, concentrate nel periodo urbinate, per Castiglione appaiono «come strumento di estrinsecazione dell'identità del cortigiano» e risentono del petrarchismo cortigiano oltreché dall'influenza poetica classica. Constano di due canzoni e di cinque sonetti, stampati dall'abate Serassi nel 1771 nel secondo volume delle Lettere.

### Carmina
Consistono in un'egloga intitolata Alcon, dedicata in morte dell'amico Domizio Falcone e basata su metri e tematiche estratte dalle Bucoliche e dalle Georgiche virgiliane, in un poemetto col titolo Cleopatra, in elegie e in epigrammi. Furono raccolti per la prima volta da Giovanni Antonio e Gaetano Volpi nell'edizione delle Opere volgari e latine del 1733 in numero di diciotto, cui ne fu aggiunto un altro inedito nell'edizione delle Poesie volgari e latine del 1760 curata da Pierantonio Serassi per un insieme di diciannove carmi. Per la precisione, i titoli sono i seguenti: Alcon, Cleopatra, Prosopopoeia Ludovici Pici Mirandulani, De Elisabella Gonzaga canente, Elegia qua fingit Hippolyten suam ad se ipsum scribentem, Ad puellam in litore ambulantem, Ad eamdem, De morte Raphaelis pictoris, De Paullo canente, De viragine, Ad amicam, Epitaphium Gratiae puellae, Insignium domus Castilioniae descriptio, Hippolytae Taurellae coniugis epitaphium, Eiusdem tumulus, Ex Corycianis, In Cupidinem Praxitelis, De Julio Caesare, De amore.

### Epistole
Oltre alle sedici epistole in volgare, tra le lettere degne di menzione si ricordano il De Vita et Gestis Guidubaldi Urbini Ducis, panegirico in prosa del duca d'Urbino presentato ad Enrico VII d'Inghilterra in occasione della morte di Guidobaldo e tentativo di realizzare la figura ideale di principe; e la Lettera a Papa Leone X, che tratta delle antichità romane e del modo con cui i romani costruivano i loro edifici.

## La fortuna

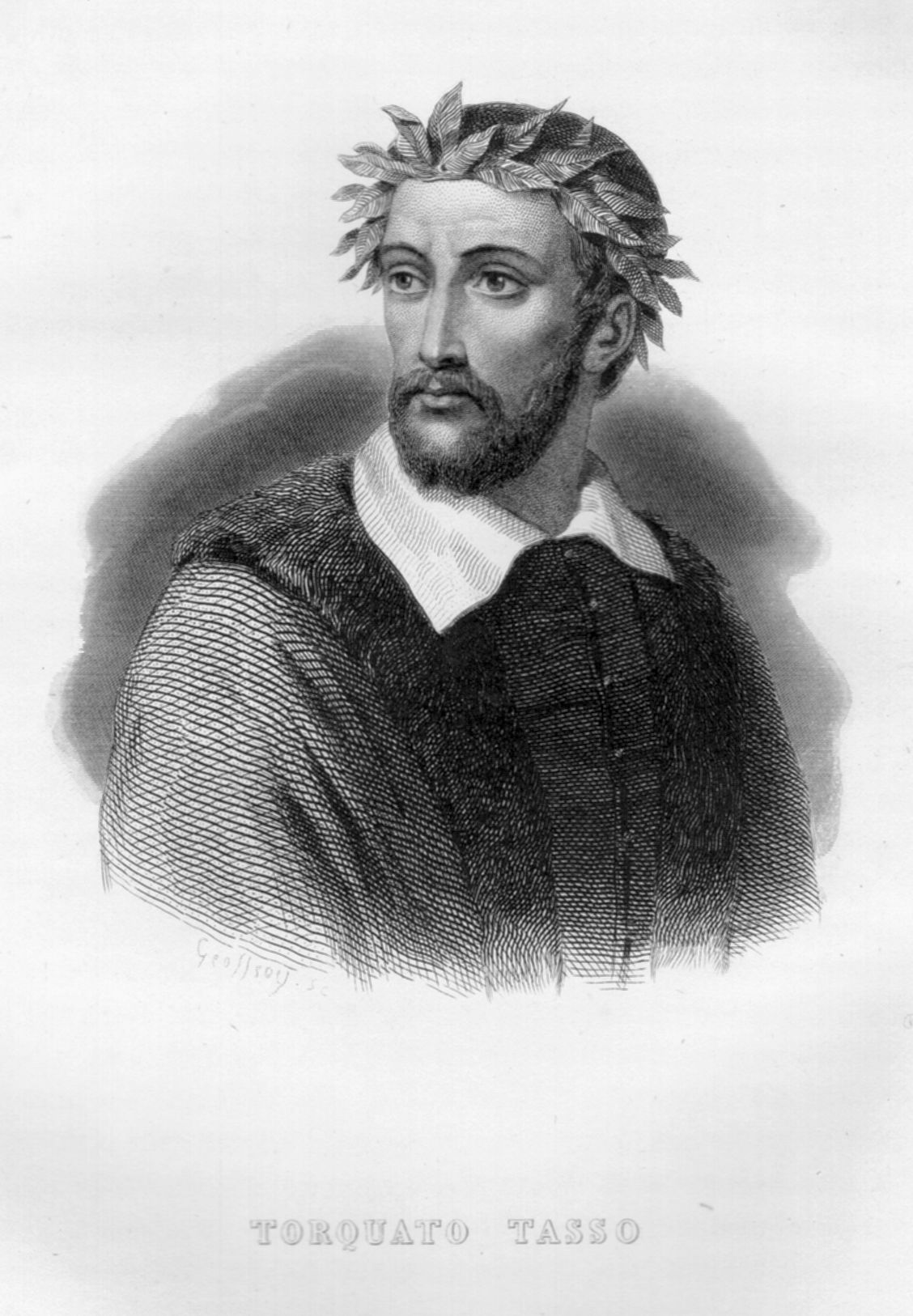
Torquato Tasso

### Traduzioni delCortegiano
In Europa il nome di Baldassarre Castiglione è intrinsecamente legato alla sua opera più celebre, Il libro del Cortegiano, quale modello di comportamento presso le corti. Castiglione trovò terreno fertile in Spagna dove già nel 1536 il poeta Juan Boscán tradusse Il Cortegiano in spagnolo, mentre nel 1537 fu traslato in francese da Jacques Colin d'Auxerre (Le courtisan), nel 1561 in inglese da Thomas Hoby (The courtier) e nel 1565 in tedesco dal bavarese Laurentz Kratzer. Seguirono traduzioni anche in latino del Cortegiano, come quella di Hieronimus Turler la quale fu pubblicata a Wittenberg nel 1561. Secondo Beffa-Negrini e lo scrittore veronese Benini, nel XVII secolo, vi fu la traduzione dell'opera anche in lingua russa.

### Nel corso dei secoli
Criticato parzialmente da Torquato Tasso nel suo dialogo Il Malpiglio overo de la corte a causa delle forti discordie che intercorrevano tra quell'ambiente e il poeta d'origine bergamasca (ma anche per il mutato cambiamento sociale intercorso), l'opera di Castiglione fu posta all'Indice dei libri proibiti nel 1576: il figlio di lui, Camillo, ricevette notizia direttamente dalla Santa Sede. Neanche la versione "ripulita" di Antonio Ciccarelli permise al Cortegiano di essere tolto dai libri proibiti, come riconfermato da papa Sisto V nel 1585. Comunque Il Cortegiano continuò a circolare e, con la fine dell'età della Controriforma, fu visto nel XIX e nel XX secolo come l'emblema stesso del Rinascimento.

## Opere
- Baldassarre Castiglione, Il libro del Cortegiano, a cura di Giulio Carnazzi, Milano, Fabbri Editore, 2001  [1995], SBN TO01070935.
- Baldassarre Castiglione,Il Libro del Cortegiano, a cura di Ettore Bonora, commento Paolo Zoccola, Mursia, Milano 1972
- Baldassarre Castiglione e Cesare Gonzaga, Rime e Tirsi, a cura di Giacomo Vagni, Bologna, I Libri di Emil, 2015, ISBN 978-88-6680-136-8. URL consultato il 14 maggio 2020.
- Baldessar Castiglione, Lettere ora per la prima volta date in luce e con annotazioni storiche illustrate, a cura di Pierantonio Serassi, vol. 1, In Padova, presso Giuseppe Comino, 1769, SBN VIAE003906.

## Omaggi poetici e letterari
Il poeta Matteo Bandello ha dedicato a Baldassarre Castiglione la Novella XLIV della Prima parte (1554).

### Esplicative
1. ↑  I rapporti tra il Castiglione e Isabella d'Este furono sempre improntati ad armonia per spirito di vedute e per interessi comuni. A rappresentare l'amicizia ormai consolidata, Isabella decise di partecipare in prima persona al corteo nuziale del Castiglione con Ippolita Torelli. Cfr. Bongiovanni, p. 60.
2. ↑  De instituenda regum familia ("Sull'istruzione della corte dei regnanti") è il titolo latinizzato che il Bembo dà a Il Cortegiano.
3. ↑  Per un discorso più ampio, cfr. Motta 2003, pp. 69-168.
4. ↑  In Ferroni, p. 9 non a caso si parla di un tentativo di «esaltare [con] questo sogno [...] un modo di rispondere alle rovinose "mutazioni" dell'Italia contemporanea».
5. ↑  Finucci, p. 92:
«Le donne sono presenti inoltre perché necessario, lo si metterà ben in chiaro, "non solamente all'esser ma ancor al ben esser" (3, 40, 246) dell'uomo, della famiglia e della corte, quindi ai valori familiari, sociali e politici che costituiscono la società che qui con cura viene messa in scena dall'autore.»

### Bibliografiche
1. ↑  Motta, Baldassarre Castiglione:
«L'opera, all'indomani della prima edizione (1528), si afferma, a livello internazionale, come autentico capolavoro e nuovo punto di riferimento nella letteratura etica e politica, sulla scia dei sublimi modelli antichi di Aristotele e Cicerone, di cui, consapevolmente, aggiorna e puntualizza la lezione.»
2. 1 2 3 4 5 6 7 8 9 10 11 12 13 14 15 16  Mutini.
3. ↑  
«La guerra come duro scotto di privazioni e di sangue, o come gioco millantato e fastoso, era il loro appannaggio: la morte e la finzione costituivano i termini di un'alterità in cui si celebrava, in mancanza di una struttura sociale subordinante, l'assoluta devozione al signore...»
(Mutini)
4. 1 2 3  Cian.
5. 1 2 3  Mazzuchelli, p. 16.
6. ↑  Cartwright, 1, p. 12.
7. ↑  Bongiovanni, p. 25.
8. ↑  Cartwright, 1, p. 27: «But loyally as Castiglione served his master, Francesco Gonzaga's personality, it is evident, never attracted him», ossia «A parte che Castiglione servì lealmente il suo signore, la personalità di Francesco Gonzaga, è evidente, non l'entusiasmò mai».
9. ↑  Cartwright, 1, p. 28.
10. ↑  Cartwright, 1, p. 38.
11. ↑  Mazzuchelli, pp. 16-17.
12. ↑  Martinati, p. 12.
13. ↑  Martinati, p. 13.
14. ↑  Russo, p. 510.
15. 1 2 3  Ferroni, p. 7.
16. ↑  Martinati, p. 16.
17. ↑  Mazzuchelli, p. 17.
18. ↑  Martinati, p. 14.
19. ↑  Cartwright, 1, p. 188:

(inglese)
«Henry, by the grace of God, King of England and France, Lord of Ireland, Soveraign of the Most Noble Order of the Garter...Forasmuch as we understand that the right noble prince, Gwe de Ubaldis, Duke of Urbin, who was heretofore, elected to be one of the companions of the said noble Order»

(italiano)
«Enrico, per la grazia di Dio, Re d'Inghilterra e Francia, Signore d'Irlanda, protettore del nobilissimo ordine della Giarrettiera...Dato che noi intendiamo che il giusto nobile principe, Guidobaldo, Duca di Urbino, che era fino a questo momento, eletto ad essere uno dei membri del suddetto nobile Ordine...»
20. ↑  Martinati, p. 18.
21. ↑  La coppia ducale era senza figli per l'impotenza di Guidobaldo e così, il 18 settembre 1504, Guidobaldo fu costretto ad accettare come successore Francesco Maria Della Rovere, nipote del pontefice. Cfr. Cartwright, 1, p. 107.
22. 1 2  Mazzuchelli, p. 18.
23. ↑  Martinati, p. 24.
24. ↑  Bongiovanni, p. 31.
25. 1 2  Mazzuchelli, p. 19.
26. ↑  Martinati, p. 23.
27. 1 2 3  Ferroni, p. 8.
28. ↑  Bongiovanni, p. 141.
29. ↑  Martinati, p. 28 e sgg.
30. ↑  Cartwright, 1, p. 411; p. 415: «Ippolita married at fifteen, and died four years later, before she was quite twenty».
31. ↑  Mazzuchelli, p. 20.
32. ↑  Martinati, p. 35.
33. ↑  Martinati, p. 41.
34. ↑  Mazzuchelli, p. 21.
35. ↑  Bongiovanni, p. 39.
36. ↑  Cartwright, 2, p. 248.
37. ↑  Mazzuchelli, p. 22.
38. ↑  Martinati, p. 47.
39. ↑  Mazzuchelli, p. 23.
40. ↑  Martinati, p. 56.
41. ↑   Pompeo Litta, Famiglie celebri di Italia. Castiglioni di Milano., Torino, 1835.
42. ↑  Russo, 1, p. 257.
43. 1 2  Guglielmino-Grosser, p. 282.
44. ↑  Ricci, p. 237.
45. ↑  Ricci, p. 237. Il testo del Cortegiano è tratto dal capitolo II, par. 17.
46. ↑  Ricci, p. 238.
47. ↑  Ferroni, p. 78, n. 15 §1.
48. ↑  Ferroni, p. 9.
49. ↑  Russo, p. 520.
50. ↑  Russo, pp. 519-520.
51. ↑  Ferroni, p. 93.
52. ↑  Scarpati, p. 435: «La rete dei valori e dei disvalori che si disegna non è dissimile da quella tracciata da Erasmo».
53. ↑  Guglielmino-Grosser, pp. 282-283.
54. ↑  Finucci, p. 91.
55. 1 2  Ferroni, p. 88.
56. ↑  Motta 1998, p. 694.
57. ↑  Marazzini, p. 266.
58. ↑  Motta, Il libro del Cortegiano. La genesi del testo.
59. ↑  Vagni, p. 773.
60. ↑  Vagni, p. 734.
61. ↑  Vagni 2015, p. 187.
62. ↑  Cartwright, 1, p. 159.
63. ↑  Vagni 2015, p. 192.
64. ↑  Vagni 2015, p. XXVI.
65. 1 2  Vagni 2015, p. XXV.
66. ↑  Vagni 2015, p. XXX.
67. ↑  Mazzuchelli, p. 32.
68. 1 2  Mazzuchelli, p. 33.
69. ↑  Motta, La produzione poetica. I carmi latini.
70. ↑  Cartwright, 1, p. 144.
71. ↑  Mazzuchelli, pp. 33-34.
72. ↑  Mazzuchelli, p. 30.
73. ↑  Mazzuchelli, p. 34.
74. ↑  Pozzi.
75. ↑  Loewenstein-Mueller, p. 349.
76. ↑  Burke, p. 64.
77. ↑  Cartwright, 2, p. 439.
78. ↑  Cartwright, 2, p. 440.
79. ↑  Cfr. il saggio di Cox, pp. 897-918.
80. ↑  Cartwright, 2, p. 443.
81. ↑  Cartwright, 2, p. 446.
82. ↑  Cfr. Burke, IV di cop.
83. ↑   La prima parte de le Novelle, In Lucca, per il Busdrago, 1554.